# Bettencourt-Saint-Ouen
Bettencourt-Saint-Ouen – miejscowość i gmina we Francji, w regionie Hauts-de-France, w departamencie Somma.
Według danych na rok 2011 gminę zamieszkiwało 649 osób, a gęstość zaludnienia wynosiła 81 osób/km² (wśród 2293 gmin Pikardii Bettencourt-Saint-Ouen plasuje się na 618. miejscu pod względem liczby ludności, natomiast pod względem powierzchni na miejscu 597.).